# Hermann Müller-Karpe
Hermann Müller-Karpe (1. února 1925 Hanau – 20. září 2013 Marburg) byl německý archeolog.

## Život
Jako syn studijního rady působil Müller-Karpe po složení maturitní zkoušky krátce na Institutu pro vlastivědný výzkum Korutan (Institut für Kärntner Landesforschung) v Klagenfurtu, než byl v roce 1944 povolán k Wehrmachtu a posléze se dostal do zajetí.
Po těchto událostech studoval prehistorickou, protohistorickou i klasickou archeologii na univerzitě v Marburgu a promoval roku 1948 na katedře před- a protohistorie vedené tehdy Gero von Merhartem. Po promoci působil jako vědecký spolupracovní Hesenského zemského muzea v Kasselu, od roku 1950 potom jako konzervátor Státní prehistorické sbírky (Prähistorische Staatssammlung) v Mnichově. Během tohoto působení prováděl archeologické výzkumy v Hesensku i v Bavorsku a podnikal služební cesty po muzeích severně i jižně od Alp. Na doporučení Joachima Wernera (řádného profesora na univerzitě v Mnichově) habilitoval roku 1958 jako docent na katedře před- a protohistorie mnichovské univerzity. Ve své habilitační práci se zabýval chronologií doby popelnicových polí severně a jižně od Alp. Poté vyučoval od roku 1959 ve Würzburgu a roku 1963 se stal řádným profesorem v Frankfurtu nad Mohanem. V letech 1980–86 vedl nově založenou Komisi pro obecnou a srovnávací archeologii (Kommission für Allgemeine und Vergleichende Archäologie) Německého archeologického institutu (tehdy) v Bonnu. Jako ředitel komise přednášel, organizoval kolokvia, založil nový časopis a dvě řady monografií, podněcoval vysílání archeologických expedic, byl zodpovědný za archeologický výzkum v Peru a podnikl výzkumné výpravy do Střední a Jižní Ameriky, do Ruska a na Sibiř a do afrických a asijských zemí.
Mimo jiné byl členem Německého archeologického institutu, Britské akademie, Slovinské akademie věd a umění, vědecké společnosti na Univerzitě Johanna Wolfganga Goetheho ve Frankfurtu, Římsko-germánské komise, stálé komise Mezinárodní unie pre- a protohistorických věd, a dalších.
V roce 1996 obdržel Hermann Müller-Karpe čestný doktorát na Univerzitě Komenského v Bratislavě.
Na téma své habilitační práce navázal důležitými pracemi k pozdní době bronzové v Itálii, mezi jinými prací o časném osídlení území města Říma. V roce 1965 inicioval vydávání rozsáhlé edice Prähistorische Bronzefunde (PBF), která do dnešních dob (nyní pod vedením Albrechta Jockenhövela a Ute Luise Dietz) vychází na univerzitách ve Frankfurtu na Mohanem a Münsteru.
Známá jsou Müller-Karpova rozsáhlá materiálová studia jako Handbuch der Vorgeschichte, kde uplatnil kulturně-historický pohled zakotvený v komparaci chronologicky současných artefaktů a jejich zastoupení, odmítl nicméně data získaná radiokarbonovou metodou, díky čemuž byly jeho závěry překonané již v době svého vzniku.
Z jeho pěti dětí se nejstarší syn Michael Müller-Karpe stal také archeologem a působí v Římsko-germánském ústředním muzeu v Mainzu, nejmladší syn Andreas je profesorem prehistorie a protohistorie na univerzitě v Marburgu.

## Dílo
- Die Urnenfelderkultur im Hanauer Land. Marburg 1948
- Grünwalder Gräber. In: Prähistorische Zeitschrift 34/35, 1949/50, S. 313–325.
- Münchener Urnenfelder. Kallmünz/Opf. 1957
- Beiträge zur Chronologie der Urnenfelderzeit nördlich und südlich der Alpen. Römisch-Germanische Forschungen 22, Berlin 1959
- Die Vollgriffschwerter der Urnenfelderzeit aus Bayern. Münchner Beitr. Vor- u. Frühgesch. 6 München 1961
- Zur Stadtwerdung Roms. Mitt. DAI Rom Ergh. 8, Heidelberg 1962
- Einführung in die Vorgeschichte. München 1975
- Das Urnenfeld von Kelheim. Kallmünz/Opf. 1952
- Handbuch der Vorgeschichte. München 1966–1980
- Geschichte der Steinzeit. Verlag C. H. Beck, München 1974, ISBN 3-406-05356-4.
- Grundzüge früher Menschheitsgeschichte. 5 Bde. Theiss, Stuttgart und Wissenschaftliche Buchgesellschaft, Darmstadt 1998
- Geschichte der Gottesverehrung von der Altsteinzeit bis zur Gegenwart. Frankfurt 2005
- Der Ölberg im Siebengebirge als christliches Symbol. Königswinter 2006
- Religionsarchäologie. Archäologische Beiträge zur Religionsgeschichte. Frankfurt 2008
- Zur Aktualität christlicher Weltanschauung. Aufgrund einer geistesgeschichtlichen Sicht des Urmenschen. Otto Lembeck, Frankfurt 2008
- Erwachen in der Steinzeit. Wie wir Menschen wurden. Augsburg 20101959